# Pałac w Pakoszowie
Pałac w Pakoszowie – zabytkowy pałac w mieście Piechowice, w powiecie karkonoskim, w województwie dolnośląskim. 
Barokowy obiekt położony jest w pobliżu rzeki Kamienna. 1 września 1959 r. pałac został wpisany do rejestru zabytków pod numerem 630/619.

## Historia pałacu
Pałac wzniesiono w 1725 roku na zlecenie Johanna Martina Gottfrieda – burmistrza Jeleniej Góry. Wdowa po J. M. Gottriedzie w roku 1741 wyszła ponownie za mąż, a posiadłość przeszła w ręce Georga Friedricha Smitha. W 1771 roku włości w drodze mariażu przechodzą w ręce rodziny Hessów, w których pozostały aż do 1945. W tym czasie przeprowadzono niewielki remont oraz uzupełniono wyposażenie. W Pakoszowie dwukrotnie gościł król pruski Fryderyk Wielki. Po II wojnie światowej budowla była wykorzystywana przez różne instytucje, aż w 2004 roku stała się własnością potomków dawnych właścicieli.
W 2012 roku został zakończony remont pałacu. Rezydencja została odrestaurowana z przeznaczeniem na hotel. 1 kwietnia 2012 roku miało miejsce uroczyste otwarcie obiektu. Obiekt jest udostępniony do zwiedzania.

## Opis obiektu

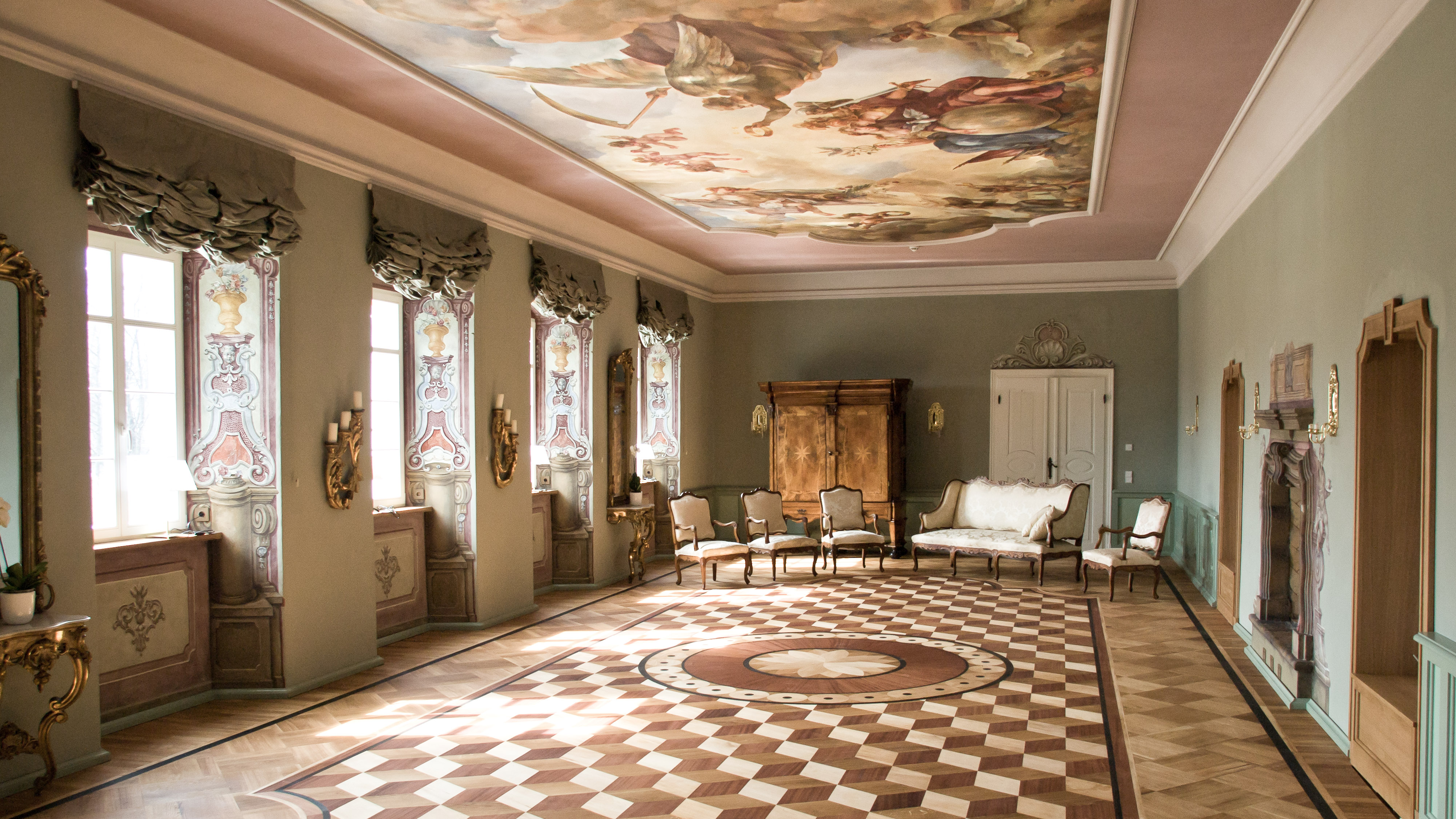
Wnętrze pałacu, ozdobny plafon

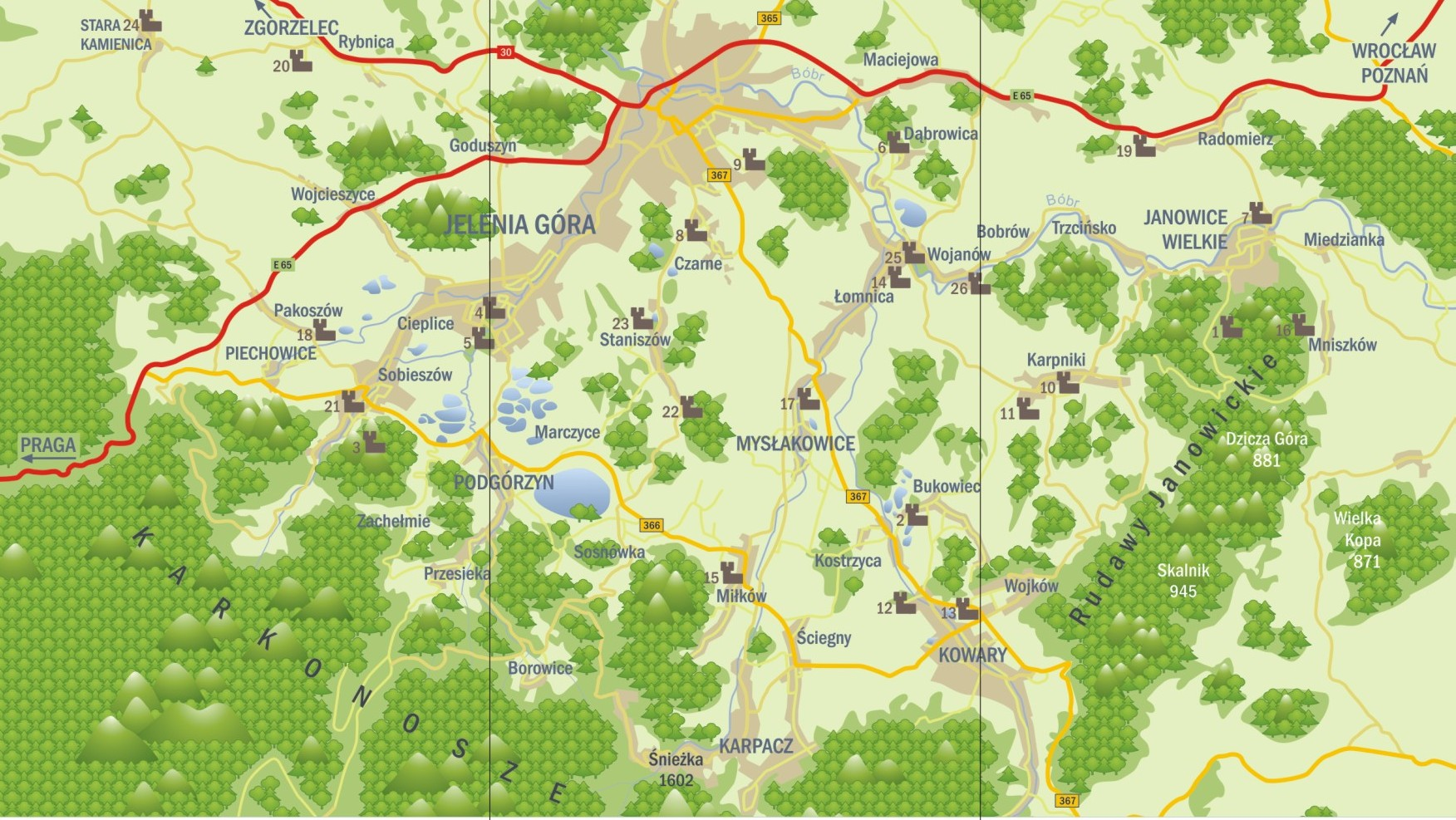
Dolina Pałaców i Ogrodów - mapa

Pałac barokowy założony na planie prostokąta z bocznymi ryzalitami, nakryty dachem łamanym. Budynek jest murowany z kamienia i cegły, otynkowany. Główne skrzydło jest podpiwniczone, dwukondygnacyjne. Fasada jedenastoosiowa, zamknięta ryzalitami. Elewacje ożywiają tworzące podziały ramowe gzymsy i lizeny, kamienne obramowania otworów okiennych i podokienniki. Układ wnętrz dwutraktowy, w części pomieszczeń zachowane są sklepienia kolebkowe. 
Wnętrza parteru przekryte są sklepieniami ze skromną dekoracją stiukową. Salę balową, o powierzchni ponad 100 m.kw., do lat 60. XX wieku zdobił plafon z malowidłami przedstawiającymi sceny alegoryczne, których autorem był J. F. Hoffman (obecnie zrekonstruowany), ściany pomieszczenia zdobią portrety burmistrzów i patrycjuszy jeleniogórskich. Najcenniejszym pomieszczeniem jest salonik z kominkiem, który pokrywają fajansowe, XVIII-wieczne kafelki z Delftu.